# Писарев, Лаврентий Иванович
Лаврентий Иванович Писарев (?-ХVll) - Воевода в Ливнах (1626-1627) и в Ельце (1629-1631). Представитель Дворянского рода Писаревых.

## Биография
Лаврентий Иванович был выдающимся представителем рода Писаревых. Служившим на важных государственных постах в начале ХVll века.
В период 1627-1627 годов. Вместе братом Мироном и другими родственниками числился  в списке каширских городовых дворян. Служба Писарева в Ливнах и Ельце способствовала развитию этих городов и укреплению их обороноспособности.